# Tutrakan

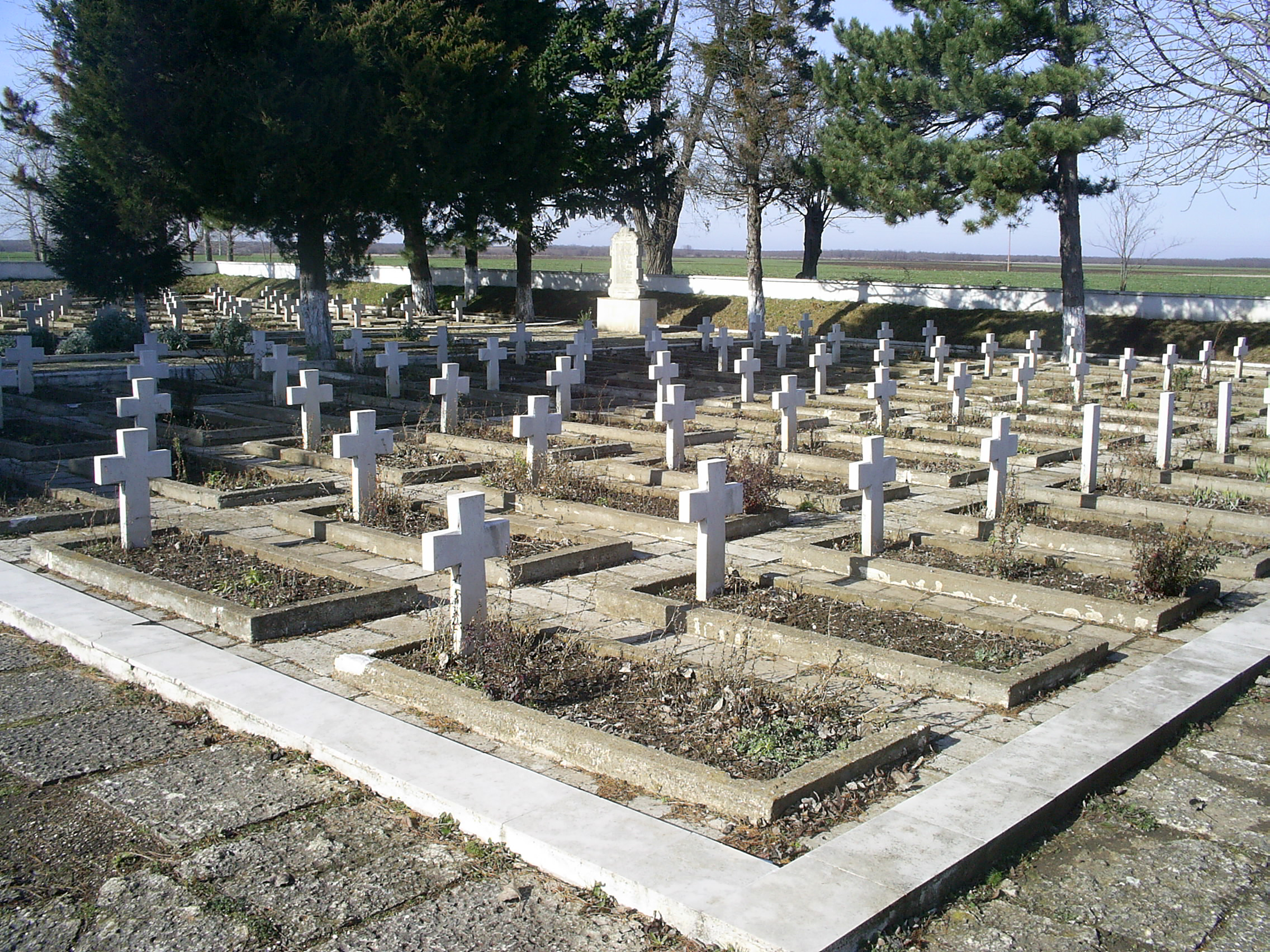
Cmentarz wojenny

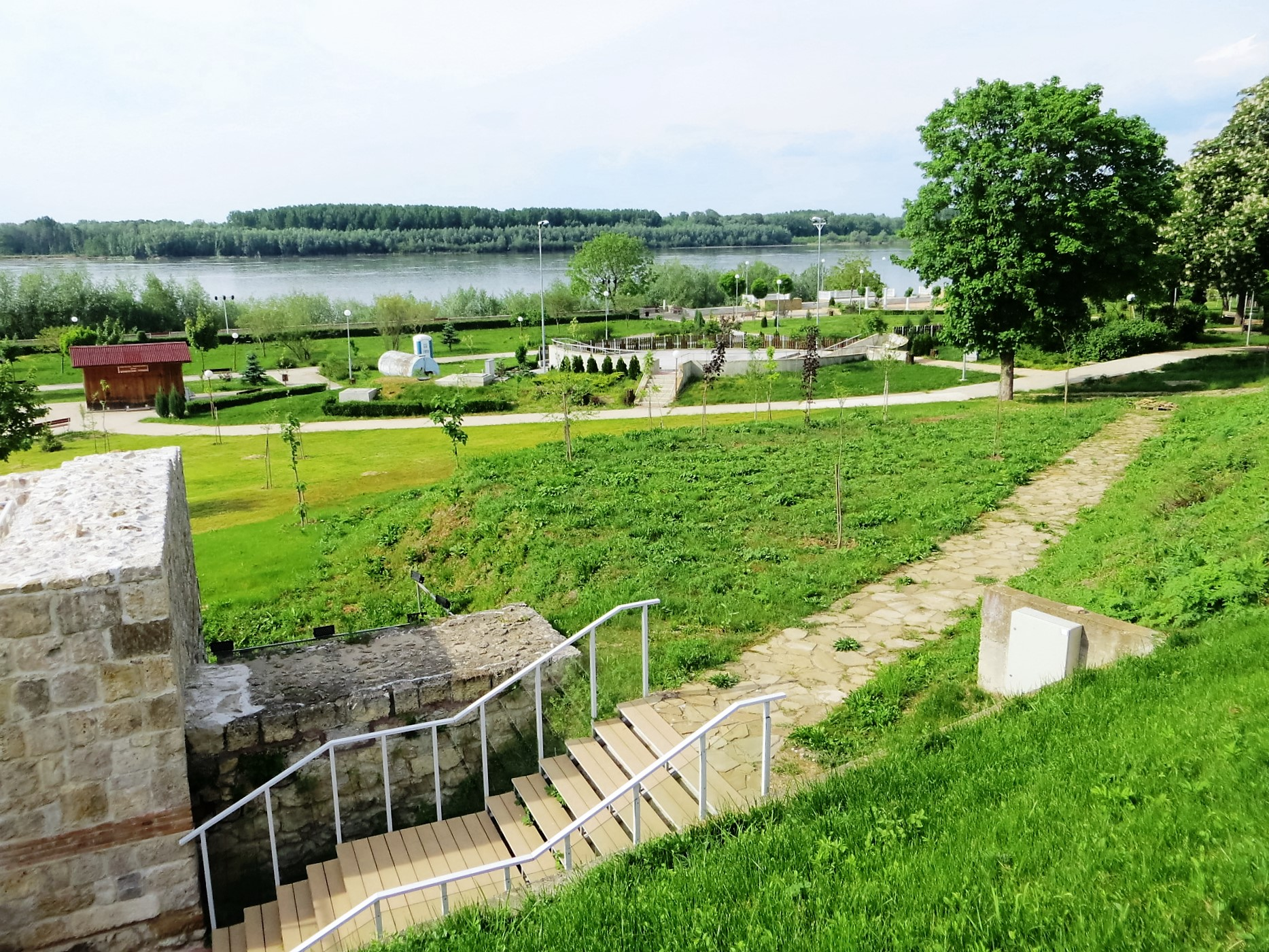
Antyczny kasztel i średniowieczna wioska

Tutrakan (bułg. Тутракан) – miasto w Bułgarii, w obwodzie Silistra, siedziba gminy Tutrakan. Według danych szacunkowych Ujednoliconego Systemu Ewidencji Ludności oraz Usług Administracyjnych dla Ludności, 15 czerwca 2020 roku miejscowość liczyła 9 214 mieszkańców.

## Historia
W trakcie I wojny światowej odbyła się tu Bitwa pod Tutrakanem.

## Atrakcje kulturalne
- muzeum historyczne[2]
- muzeum etnograficzne „Rybołówstwo nad Dunajem i szkutnictwo”[3]
- wystawa epopei tutrakańskiej[4]
- cmentarz wojenny w Tutrakanie[5]
- rezerwat architektoniczny dzielnicy rybackiej[6]
- starożytny kasztel Transmariska[7]

## Pomniki przyrody
- obszar chroniony Kalimok Bryszlen[8]
- obszar chroniony Pożarewski ostrowi[8]
- obszar chroniony Saja kułak – wylądowały tam oddziały Panajota Chitowa z chorążym Wasilem Lewskim i Tanjo Wojwodą[8].
- Błaten Kiparis – miejsce położone na rzecznej wyspie Radecki na zachód od miasta. Jedyne w Bułgarii stanowisko cypryśnika błotnego[8].

## Osoby związane z miejscowością

### Urodzeni
- Dobri Nemirow (1882–1945) – bułgarski pisarz
- Nikoła Mawrodinow (1904–1958) – bułgarski historyk sztuki, archeolog
- Petyr Mawrodinow (1973–1948) – bułgarski nauczyciel, wydawca, księgarz
- Tita (1999) – bułgarska piosenkarka, fotomodelka

### Honorowi
- Pantalej Kiselow (1863–1927) – bułgarski generał
- Vladimir Kozlov (1979) – ukraiński wrestler
- Aleksiej Mariesjew (1916–2001) – radziecki pilot